# Un racó tranquil al camp
Un racó tranquil al camp (títol original en italià Un tranquillo posto di campagna) és una pel·lícula italiana dirigida per Elio Petri, estrenada el 1969. Ha estat doblada al català.

## Argument
Leonardo Ferri, jove pintor de moda, decideix deixar la seva amant. Marxa al camp on ha comprat una vella casa. Però aquesta casa pertanyia el 1944 a Wanda, una comtessa nimfòmana. I des d'aleshores aquest indret viu amb el seu record. Leonardo viurà imaginant la noia.

## Repartiment
- Franco Nero: Leonardo Ferri
- Vanessa Redgrave: Flavia
- Georges Géret: Attilio
- Gabriella Grimaldi: Wanda
- Madeleine Damien: mare de Wanda
- Rita Calderoni: Egle

## Premis i nominacions
Nominacions
- 1969: Os d'Or